# Nikolassee

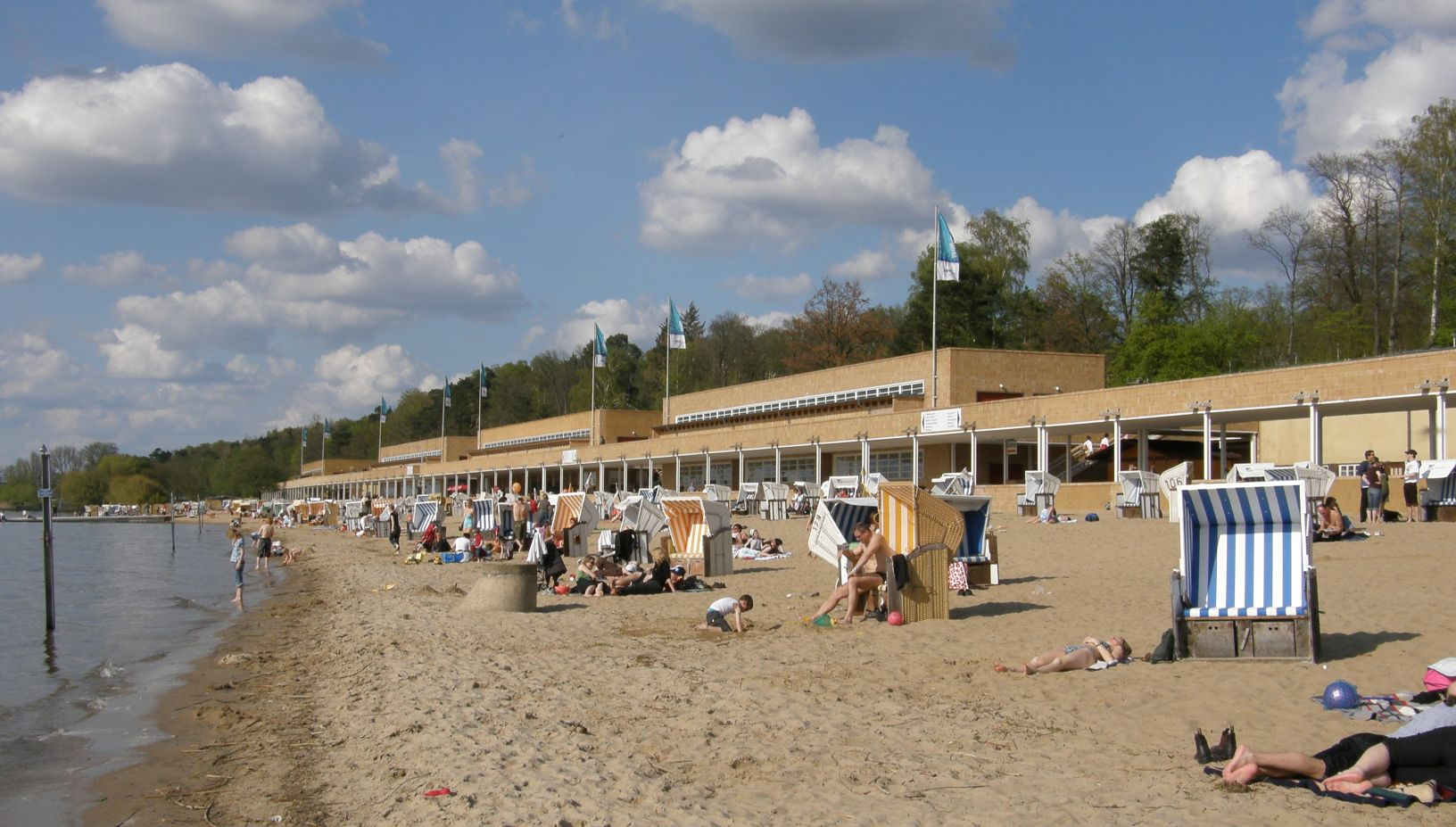
Strandbad Wannsee.

Nikolassee är en stadsdel (tyska: Ortsteil) i Berlin, Tyskland, tillhörande stadsdelsområdet Steglitz-Zehlendorf.  Stadsdelen ligger i sydvästra utkanten av Berlin och har 16 194 invånare (2011).  Bebyggelsen utgörs till större delen av enfamiljshus.
Nikolassee grundades 1901 som en villakoloni utanför Berlin.  Namnet togs från en sjö i området. 1902 öppnades järnvägsstationen i Nikolassee på sträckan mellan Berlin och Potsdam. Sedan 1920 ingår Nikolassee i Stor-Berlin. 
Efter andra världskriget tillhörde Nikolassee den amerikanska ockupationssektorn i Västberlin.  Mellan 1950 och 1974 fanns en radiokommunikationsanläggning i Nikolassee för kommunikation mellan Västberlin och Västtyskland.
Strandbadet vid Grosser Wannsee, Strandbad Wannsee, öppnade 1907. En stor renovering genomfördes till hundraårsjubileet 2007.